# Пуерто де ла Соледад (Теотитлан де Флорес Магон)
Пуерто де ла Соледад (шп. Puerto de la Soledad) насеље је у Мексику у савезној држави Оахака у општини Теотитлан де Флорес Магон. Насеље се налази на надморској висини од 2317 м.

## Становништво
Према подацима из 2010. године у насељу је живело 9 становника.

### Хронологија
| Година       | 2000 | 2005        | 2010 |
| ------------ | ---- | ----------- | ---- |
| Становништво | 10   | 16 (6 / 10) | 9    |

### Попис
| # | Индикатор                     | Вредност |
| - | ----------------------------- | -------- |
| 1 | Укупно домаћинстава           | 3        |
| 2 | Укупно насељених домаћинстава | 2        |
| 3 | Величина локације             | 1        |